# Leptotarsus (Macromastix) errans
Leptotarsus (Macromastix) errans is een tweevleugelige uit de familie langpootmuggen (Tipulidae). De soort komt voor in het Oriëntaals gebied.